# Тиагу, Энрике Н’зита
Энрике Н’зита Тиагу (порт. Henrique N'zita Tiago; 14 июля 1927, Кабинда — 3 июня 2016, Дравей) — бывший командующий вооружённых сил Кабинды, повстанческой партизанской группы, которая борется за независимость Кабинды от Анголы Умер в Париже 3 июня 2016 года в возрасте 88 лет. Похоронен во Франции.

## Биография

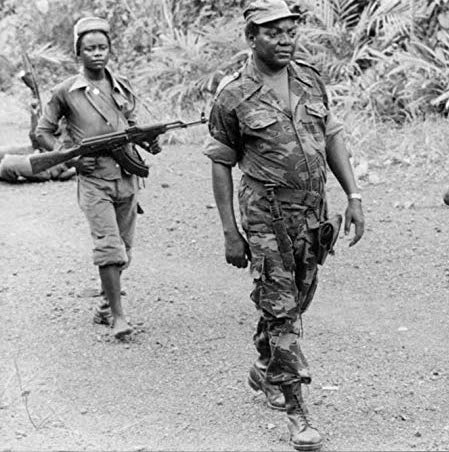
В Кабинде в 1978 году

Родился 14 июля 1927 года в миссии Сан-Жозе-де-Луали в районе Динге или Мбома-Лубинда, Кабинда, в небогатой семье.
В 1963 году стал одним из основателей Фронта за освобождение анклава Кабинда (ФЛЕК), политической организации, которая в то время боролась против португальского колониального господства. За свою принадлежность к ФЛЕК был арестован в 1970 году португальской спецслужбой ПИДЕ. Отбывал наказание в тюрьме Сан-Николау в Бентиабе. Освобожден в 1974 году, открыл представительство ФЛЕК в городе Кабинда и год спустя был назначен председателем ФЛЕК.
Узнав о планах португальского правительства включить Кабинду в состав Анголы, он присоединился к повстанческим группам, выступавшими за независимость и вступил в вооружённый конфликт с ангольской армией. Его непримиримая позиция на переговорах с Анголой о статусе Кабинды, основанная исключительно на военных действиях, привела к расколу ФЛЕК на различные фракции.
Затем был вынужден уехать во Францию. Скончался в Париже 3 июня 2016 года. Похороны состоялись 10 июня 2016 года. После смерти его сын, Эммануэль Н’зита, несколько дней спустя стал командующим вооружёнными силами Кабинды.